# Urbanovo
Urbanovo je vinski festival u Međimurju, manifestacija koja slavi svetog Urbana, zaštitnika vinogradara i vinara. S tradicijom održavanja 25. svibnja, manifestacija je tijekom godina prerasla u program, koji traje mjesec dana s enološkim, gastronomskim i kulturnim događanjima pod organizacijom udruge „Hortus Croatiae”.

## Povijest i značaj
Manifestacija je dobila ime po svetom Urbanu, zaštitniku vinara i vinograda čiji se blagdan obilježava 25. svibnja. Kroz godine, festival se razvio u jednu od najznačajnijih vinskih manifestacija kontinentalne Hrvatske. Udruga vinogradara i vinara „Hortus Croatiae” iz Štrigove preuzela je organizaciju te je proširila program na cijeli svibanj.

## Glavni događaji

### Festival pušipela
Središnji događaj Urbanova predstavlja trodnevni „Festival pušipela” koji se održava u Domu kulture u Štrigovi. Pušipel, autohtona međimurska sorta bijelog vina, glavni je protagonist festivala. Brojni međimurski vinari predstavljaju svoje etikete ove sorte, organiziraju se degustacije, gastro ponuda i proizvodi lokalnih OPG-ova. Festival uključuje i svečanost dodjele diploma s Međunarodnog ocjenjivanja vina te Nagrade „Franjo Lebar” za najbolji Sauvignon.

### Dani otvorenih podruma
Vikend nakon „Festivala pušipela” rezerviran je za „Dane otvorenih podruma”, kada vinari Međimurske vinske ceste otvaraju svoja vrata posjetiteljima. Ovaj događaj omogućuje neposredan kontakt s vinarima, razgledavanje njihovih podruma te kulinarske specijalite uz glazbeni program.

## Popratni program
Urbanovo nudi brojne popratne događaje:
- Urbanovo gurman tjedan - posebna ponuda restorana s jelima sljubljenim s međimurskim vinima
- Vinske radionice na različitim lokacijama
- Koncertni glazbeni program
- Sportski program „Urbanovo Wine Run”
- Kušanje vina na skeli na rijeci Muri, najsjevernijoj točki Hrvatske
- „Wine & smile kviz” s vinarima

## Lokacija
Manifestacija se odvija na više lokacija u Međimurju, a središte događanja je Štrigova s Domom kulture. Otvoreni podrumi raspoređeni su duž Međimurske vinske ceste, dok se pojedini događaji održavaju na Štrigovi obližnjem brdu zvanom 'Mađerkin breg', zatim u Svetom Urbanu, Čakovcu, Svetom Martinu na Muri i drugim mjestima u Međimurju.